# Dues peces per a quartet de corda
Dues peces per a quartet de corda va ser compost per Dmitri Xostakóvitx entre el 31 d'octubre i l'1 de novembre de 1931 a Batumi. En realitat són uns arranjaments de fragments de Lady Macbeth del districte de Mtsensk i de L'edat d'or), dedicades al Quartet Jean Vuillaume. Té una durada aproximada de vuit minuts. Si bé en un principi se li va assignar l'op. 36, actualment és una obra sense número d'opus.
Les Dues peces per a quartet mai es van publicar en vida del compositor, sinó que es van descobrir als anys vuitanta.

## Moviments
- 1. Elegy: Adagio - Più mosso - Tempo I. En fa sostingut menor
- 2. Polka: Allegretto - Allegro. En si bemoll major

Elegy és un arranjament de l'ària de Katerina, El poltre corre darrere la poltreta, ... (tercera escena) de Lady Macbeth del districte de Mtsensk, op. 29 i la Polka de Hi havia una vegada a Ginebra de L'edat d'or, op. 22.